# Monique Essed-Fernandes
Monique Essed-Fernandes (9 juli 1950) is een Surinaams socioloog en politicus. Ze is de initiatiefneemster van de oprichting van de Partij voor Democratie en Ontwikkeling door Eenheid (DOE).

## Biografie
Ze bracht een deel van haar jeugd in Japan door, waar haar vader werkte als luchtmachtofficier. Ze studeerde in de Verenigde Staten en behaalde een bachelorgraad in sociologie aan de Universiteit van Californië in Los Angeles. Vervolgens studeerde ze aan de Fletcher School van de Tufts-universiteit in Boston en behaalde daar een mastergraad in internationale betrekkingen.
Essed-Fernandes was onder meer senior adviseur voor het ministerie van Planning en Ontwikkelingssamenwerking en hoofd Planning en Monitoring voor projecten van het ministerie van Volksgezondheid. In met name Suriname werkte ze voor allerlei internationale organisaties, waaronder het VN-Ontwikkelingsprogramma (UNDP), UNICEF en de Pan-Amerikaanse Gezondheidsorganisatie (PAHO). Ze was bestuurslid van de International Planned Parenthood Federation (IPPF).
Tijdens een workshop van onder haar geleide Projekta werd in 1994 het Vrouwen Parlement Forum opgericht, een niet-politieke organisatie die belangen van vrouwen behartigt. Zij was aanvankelijk ook de voorzitter van het Forum. In juni 1999, toen er grote protesten tegen de regering-Wijdenbosch gaande waren, nam De Nationale Assemblée een motie van wantrouwen aan tegen president Jules Wijdenbosch. De oppositie en het bedrijfsleven wilden Essed-Fernandes als interim-president, die als belangrijke eis stelden dat ze niet politiek gelieerd mocht zijn. Wijdenbosch weigerde echter op te stappen.
Eind 20e eeuw nam ze het initiatief voor de oprichting van de politieke partij DOE. Ze benaderde hiervoor Marten Schalkwijk en samen richtten zij de partij op 2 december 1999 op. Belangrijke doelen waren om meer te investeren in burgerparticipatie bij bestuurlijke besluiten en om de democratie en rechtsstaat structureel te verstreken. Ze was lijsttrekker tijdens de verkiezingen van 2000, maar behaalde geen zetel. De partij verkreeg tien jaar later voor het eerst een zetel met lijsttrekker Carl Breeveld. In 2020 werd Essed-Fernandes secretaris van het Anti-Fraude Platform Verkiezingen 2020 die door partijen uit de oppositie in DNA werd gevormd. Haar partij was toen opnieuw buitenparlementair.
Op 22 november 2008 werd ze onderscheiden als Officier in de Ereorde van de Gele Ster.